# Nina Skye
Nina Skye (Los Ángeles, California; 7 de diciembre de 1995) es una actriz pornográfica y modelo erótica estadounidense.

## Biografía
Nina Skye, nombre artístico, nació en Los Ángeles, en una familia católica muy conservadora, que la educó en dichos valores. Comenzó trabajando como voluntaria en la iglesia de su congregación. A los 19 años comenzó sus estudios universitarios de educación general, llegando a convertirse en profesora de preescolar. Compaginó de espaldas a la comunidad su carrera de profesora con la de modelo erótica y actriz pornográfica, debutando como tal en 2017, con 22 años.
Como actriz, ha grabado para productoras como Jules Jordan Video, Nubiles, Evil Angel, Naughty America, Reality Kings, Pornstar Platinum o Amateur Allure, entre otras.
Poco después de grabar sus primeras escenas, la escuela cristiana en la que trabajaba dio un ultimátum a la actriz para abandonar su carrera como actriz si quería continuar en la escuela. Finalmente Nina no accedió y la escuela procedió a su despido.
De lleno en la industria pornográfica, ha aparecido en más de 60 películas como actriz.
Algunas películas suyas son Amateur Introductions 25, Cum Swallowing Auditions 30, Hookup Hotshot Internet Fling, Monster Cock For Her Little Box 9 o Sex Education.